# Falttank

US-Marinesoldaten der 2nd Marine Logistics Group beim Entleeren eines Falttanks

Ein Falttank ist ein Behältnis für Flüssigkeiten, das aus einer flexiblen oder halbstarren Hülle aufgebaut ist. Im Gegensatz zu Behältern und Tanks aus Stahl oder Kunststoff, wie z. B. IBC-Containern, kann ein Falttank im entleerten Zustand zusammengelegt werden. Er beansprucht dann nur einen Bruchteil des Tankvolumens.
Häufig verwendete Hüllmaterialien sind Kunststoffplanen, die flüssigkeitsdicht verschweißt und mit Anschlüssen für Befüllung, Belüftung und Entleerung versehen werden.
Unter anderem werden Falttanks in militärischen Feldtanklagern, bei der Löschwasserförderung über lange Wegstrecken und im Katastrophenschutz (Gerätewagen Dekontamination Personal) eingesetzt.